# Leiopsammodius belloi
Leiopsammodius belloi är en skalbaggsart som beskrevs av Pierotti 1980. Leiopsammodius belloi ingår i släktet Leiopsammodius och familjen Aphodiidae. Inga underarter finns listade i Catalogue of Life.